# Nesma
Pour plus de détails, voir Fiche technique et Distribution.
Nesma est un film français de Homeïda Behi se déroulant en Tunisie, sorti en 2013.

## Synopsis
« Nesma », c'est le nom d'une villa luxueuse que Claire et Youssef Slimane, agents immobiliers, cherchent à louer. Lorsqu'un escroc usurpe l'identité de Youssef, commençant par émettre de faux chèques en son nom, la vie des Slimane se transforme et la villa devient le lieu de sombres événements.

## Fiche technique
- Réalisation : Homeïda Behi
- Scénario : Homeïda Behi
- Montage : Céline Kelepikis
- Musique : Philippe Deschamps
- Photographie : Néwine Behi
- Société de production : Mille et une productions
- Pays d'origine :  France
- Dates de sortie : 
  - Belgique : 29 septembre 2013 (Festival international du film francophone de Namur)
  - France : 18 décembre 2013

## Distribution

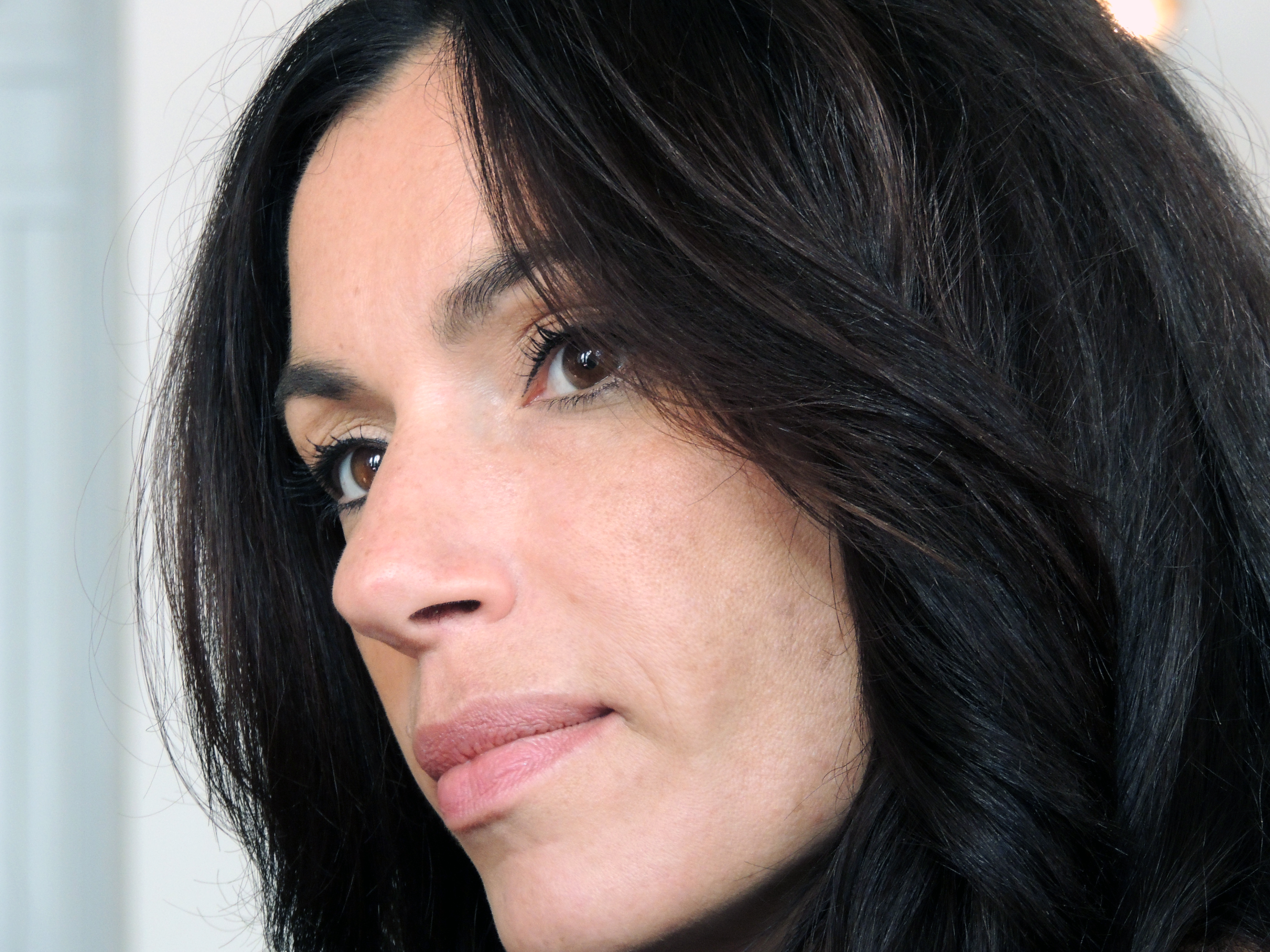
Aure Atika, l'actrice principale, en septembre 2013.

- Aure Atika : Claire Slimane
- Farid Elouardi : Youssef Slimane
- Chekra Rammeh
- Abdelmonem Chouayet
- Mohamed Sayari

## Distinctions
En 2013, le film est en compétition au Festival international du film francophone de Namur puis, en 2014, au Festival international du film oriental de Genève.

## Réception critique
Sous titré « Tunisie, on ne sort pas indemne d'une dictature », le film est pour Le Monde une métaphore paranoïaque « d'un régime dictatorial, où l'arbitraire règne en maître et où la machine d'État broie les individualités », mais où « la figuration de cet anéantissement passe par des méandres scénaristiques bien superflus ». L'Humanité relève que « pour ce premier long métrage, Homeïda Béhi use à bas bruit des ressorts du film noir afin de restituer un climat politique étouffant ». Pour Télérama, ce « premier film qui, sous couvert de thriller psychologique, dresse un état des lieux inquiet de la Tunisie au lendemain de la révolution », a un « scénario un peu confus » mais une « mise en scène prometteuse ».